# Seleção Equatoriana de Futebol de Areia
A Seleção Equatoriana de Futebol de Areia representa o Equador nas competições internacionais de futebol de areia (ou beach soccer).

## Melhores Classificações
- Copa do Mundo de Futebol de Areia - 16º Lugar em 2017
- Copa América de Futebol de Areia - 4º Lugar em 2018